# Station Brzeźno
Station Brzeźno is een spoorwegstation in de Poolse plaats Brzeźno.